# Through the Absurd
Through The Absurd è il primo album del gruppo musicale technical death metal francese Trepalium, pubblicato nel 2004 dall'etichetta discografica Holy Records.

## Tracce
1. Paranoid – 4:27
2. Martyr – 3:25
3. Necropolis – 2:46
4. Through The Absurd – 2:38
5. The Worst – 4:00
6. Filthy Carcass – 3:41
7. Backstabber – 3:53
8. Machine – 1:48
9. Savage Feat. Joseph Duplantier (Gojira) – 3:45
10. Escape To Death – 3:16
11. Pain's Threshold – 3:21
12. Coalesce To Suffer – 4:01
13. Salvation – 2:23

## Formazione
- Cédric Punda (Kéké) - voce
- Harun Demiraslan - chitarra
- Nicolas Amossé - chitarra
- Ludovic Chauveau - basso
- Sylvain Bouvier - batteria